# Edaphosaurus
Edaphosaurus é um gênero de eupelicossauro que viveu nos períodos Carbonífero e Permiano por volta de há 300 milhões de anos. Embora popularmente identificado como um dinossauro, esse animal era um sinapsídeo herbívoro, sem parentesco direto com os dinossauros.
Da mesma forma como seu parente Dimetrodon, ele possuía uma "vela" nas costas utilizada provavelmente como órgão termorregulador.

## Espécies
- Edaphosaurus boanerges Romer & Price, 1940
- Edaphosaurus colohistion Berman, 1979
- Edaphosaurus cruciger (Cope, 1878)
- Edaphosaurus novomexicanus Williston & Case, 1913
- Edaphosaurus pogonias Cope, 1882
- Edaphosaurus raymondi Case, 1908 (incertae sedis)